# Republika Środkowoafrykańska na Letnich Igrzyskach Olimpijskich 1988
Republikę Środkowoafrykańską na Letnich Igrzyskach Olimpijskich 1988 reprezentowało 15 zawodników. Był to 3. start reprezentacji Republiki Środkowoafrykańskiej na letnich igrzyskach olimpijskich.

## Skład kadry

### Boks
Mężczyźni
- Fidèle Mohinga - waga półśrednia - 17. miejsce
- Moussa Wiawindi - waga lekkośrednia - 32. miejsce

### Koszykówka
Mężczyźni
- Richard Bella, Christian Gombe, Aubin-Thierry Goporo, Frédéricque Goporo, Bruno-Nazaire Kongaouin, Jean-Pierre Kotta, Anicet-Richard Lavodrama, Guy M'Bongo, François Naoueyama, Joseph-Dieudonné Ouagon, Sanda Bouba Oumarou, Eugène Pehoua-Pelema - 10. miejsce

### Lekkoatletyka
Mężczyźni
- Adolphe Ambowodé - maraton - 42. miejsce